# (11013) Kullander
(11013) Kullander (1982 QP1) – planetoida z pasa głównego asteroid okrążająca Słońce w ciągu 3,51 lat w średniej odległości 2,31 j.a. Odkryta 16 sierpnia 1982 roku.